# Aleiodes eous
Aleiodes eous är en stekelart som beskrevs av Sergey A. Belokobylskij 1996. Aleiodes eous ingår i släktet Aleiodes och familjen bracksteklar. Inga underarter finns listade i Catalogue of Life.